# 米勒冰川
米勒冰川（英語：Miller Glacier）是南極洲的冰川，位於維多利亞地的斯科特海岸，寬約2公里，流經棉花冰川和德貝納姆冰川之間，由英國探險隊發現，現時由南極條約體系管理。
77°11′S 161°57′E / 77.183°S 161.950°E